# 1990 في إسبانيا
فيما يلي قوائم الأحداث التي وقعت خلال عام 1990 في إسبانيا.

## سياسة

### تعيين في المنصب
- 16 يناير – مانويل فراغا عضو برلمان منطقة غاليسيا  [لغات أخرى]‏،رئيس حكومة إقليم غاليسيا [الإنجليزية]‏.

## رياضة
- 1 يناير – طواف إسبانيا 1990

## برامج ومسلسلات وأنمي
- الفواكه

## مواليد

### يناير
- 1 يناير – جوردي بابلو ريبوليس لاعب كرة قدم إسباني.[1]
- 4 يناير – ياغو فالكي لاعب كرة قدم إسباني.[2]
- 5 يناير – خوان رافاييل فوينتيس لاعب كرة قدم إسباني.[3]
- 8 يناير – ألفارو غونزاليز سوبيرون لاعب كرة قدم إسباني.[4]
- 8 يناير – خوان دومينيغيز لاماس لاعب كرة قدم إسباني.[5]
- 18 يناير – ناتشو لاعب كرة قدم إسباني.[6]
- 20 يناير – لورا إستير لاعبة كرة ماء إسبانية.
- 29 يناير – إسماعيل لوبيز بلانكو لاعب كرة قدم إسباني.[7]

### فبراير
- 4 فبراير – مارتا لوبيز لاعبة كرة يد إسبانية.
- 10 فبراير – يوري بيرتشيتشي لاعب كرة قدم إسباني.[8]
- 15 فبراير – جوانا فلافيانو لاعبة كرة قدم.[9]
- 16 فبراير – خافيير روس لاعب كرة قدم إسباني.[10]
- 26 فبراير – سيرجي إنريك لاعب كرة قدم إسباني.[11]

### مارس
- 4 مارس – فران ميريدا لاعب كرة قدم إسباني.[12]
- 6 مارس – باتريسيا رودريغز[13]
- 16 مارس – نجوى جويلي سياسية إسبانية.
- 22 مارس – خافيير إيراسو لاعب كرة قدم إسباني.[14]
- 22 مارس – ليتيسيا كوستاس لاعبة كرة مضرب إسبانية.
- 23 مارس – جايمي الجيرسواري

### أبريل
- 4 أبريل – أنطونيو رودريغيز دوفالي لاعب كرة قدم إسباني.[15]
- 5 أبريل – جوردي سامبر مونتانا لاعب كرة مضرب إسباني.
- 26 أبريل – ألبرت توريس درّاج طريق إسباني.

### مايو
- 4 مايو – إيغناسيو كاماتشو لاعب كرة قدم إسباني.[16]
- 4 مايو – بياتريس إسكريبانو لاعبة كرة يد إسبانية.
- 8 مايو – سالفا تشامورو لاعب كرة قدم إسباني.[17]
- 9 مايو – دييغو مارينيو لاعب كرة قدم إسباني.[18]
- 16 مايو – إنريكي غونزاليس كاسين لاعب كرة قدم إسباني.
- 18 مايو – كارلا غارسيا
- 23 مايو – أوريول خورخي لاعب كرة سلة إسباني.
- 24 مايو – دانييل غارسيا كارييو لاعب كرة قدم إسباني.[19]

### يونيو
- 5 يونيو – أونا كاربونيل سبّاحة إيقاعي إسبانية.
- 12 يونيو – كارلوس لوبيز[20]
- 17 يونيو – اليخاندرو كروز لاعب كرة قدم إسباني.[21]
- 17 يونيو – جويل روبلز لاعب كرة قدم إسباني.[22]
- 22 يونيو – دانيال أركاس متسابق دراجات نارية إسباني.

### يوليو
- 12 يوليو – ميغيل أنخيل غيريرو لاعب كرة قدم إسباني.[23]
- 18 يوليو – آسير إياراميندي لاعب كرة قدم إسباني.
- 31 يوليو – خايمي روميرو لاعب كرة قدم إسباني.[24]

### أغسطس
- 12 أغسطس – اليخاندرو مارتينيز لاعب كرة قدم إسباني.[25]
- 12 أغسطس – ماريو بالوتيلي لاعب كرة قدم إيطالي.[26]
- 12 أغسطس – وسام بن يدر لاعب كرة قدم فرنسي.[27]
- 15 أغسطس – مارغاليدا كريسبي سبّاحة إيقاعي إسبانية.
- 26 أغسطس – هيرنان سانتانا لاعب كرة قدم إسباني.[28]
- 28 أغسطس – بويان كركيتش لاعب كرة قدم إسباني.[29]

### سبتمبر
- 13 سبتمبر – سيرجيو لورينتي لاعب كرة سلة إسباني.
- 15 سبتمبر – بيدرو بيغاس لاعب كرة قدم إسباني.
- 18 سبتمبر – فرناندو يورينتي ماناس لاعب كرة قدم إسباني.[30]
- 20 سبتمبر – تانا لاعب كرة قدم إسباني.[31]

### أكتوبر
- 4 أكتوبر – إيريك باروسو لاعب كرة قدم إسباني.[32]
- 19 أكتوبر – بير توتوساوس متسابق دراجات نارية إسباني.
- 21 أكتوبر – ريكي روبيو لاعب كرة سلة إسباني.
- 25 أكتوبر – خافي بونيلا لاعب كرة قدم إسباني.[33]

### نوفمبر
- 7 نوفمبر – دافيد دي خيا لاعب كرة قدم إسباني.[34]
- 7 نوفمبر – دانييل سانتشيز أيالا لاعب كرة قدم إسباني.[35]
- 10 نوفمبر – ميريا بيلمونتي غارثيا سبّاحة إسبانية.
- 17 نوفمبر – إليزابيث شافيز لاعبة كرة يد إسبانية.
- 17 نوفمبر – خوانما لاعب كرة قدم إسباني.[36]
- 24 نوفمبر – ماريو غاسبار لاعب كرة قدم إسباني.[37]

### ديسمبر
- 1 ديسمبر – خيسوس ألفارو غارسيا لاعب كرة قدم إسباني.[38]
- 20 ديسمبر – مارتا شارجاي لاعبة كرة سلة إسبانية.[39]
- 28 ديسمبر – ماركوس ألونسو ميندوزا لاعب كرة قدم إسباني.[40]

## وفيات

### يناير
- 25 يناير – داماسو ألونسو (مواليد 1898)

### فبراير
- 14 فبراير – خوسيه لويس بانيثو (مواليد 1922) لاعب كرة قدم إسباني.[41]

### أبريل
- 1 أبريل – بينيتو دياز إراولا (مواليد 1898)

### يوليو
- 16 يوليو – ميغيل مونيوز (مواليد 1922) لاعب كرة قدم إسباني.[42]